# Сотк-2
Сотк-2 (англ. Sotk-2) —  древнее поселение, располагающееся к востоку от современной деревни Сотк Армении, на дороге к золотому руднику. Это многослойное поселение, которое было заселено с перерывами с раннего бронзового века до раннего железного века.

## Описание
Впервые было обнаружено армяно-итальянской экспедицией в конце 1990-х годов.
Недавние археоботанические исследования (2013-2015 гг.) на трёх памятниках, расположенных в юго-восточной части бассейна озера Севан (поселения Сотк-2, Норабак-1 и Сотк-1, а также могильник Сотк-10), выявили важные данные о растениеводстве, сельском хозяйстве, рационе питания и окружающей среде региона в периоды ранней бронзы, средней-поздней бронзы и средневековья. Эти материалы показывают, что земледелие было основным направлением растениеводства для получения растительного сырья, но, вероятно, оно сопровождалось также сбором дикорастущих растений. Основным направлением земледелия в исследуемом регионе во все вышеперечисленные периоды было выращивание злаковых культур. Соответственно, основным источником растительной пищи были продукты на основе злаков (предположительно хлеб, каши и т. д.).
Обсидиановый материал, керамические фрагменты и археобиологический материал были найдены здесь в больших количествах. В этом контексте интересно отметить, что обсидиан, как и золото, был широко распространенным товаром в доисторические времена, и, таким образом, древние торговые пути и контакты могут быть набросаны на основе его распространения.